# Opistharsostethus calypso
Opistharsostethus calypso är en insektsart som beskrevs av Victor Lallemand 1923. Opistharsostethus calypso ingår i släktet Opistharsostethus och familjen spottstritar. Inga underarter finns listade i Catalogue of Life.